# Wilhelm Dommes (Offizier)
Wilhelm Rudolf Dommes (* 16. April 1907 in Buchberg (Westpreußen); † 23. Januar 1990 in Hannover) war ein deutscher Fregattenkapitän der Kriegsmarine.

## Leben
Wilhelm Dommes trat am 29. Januar 1931 in die Reichsmarine als Freiwilliger für die Laufbahn eines Seeoffiziers ein. Er kam in die II. Schiffstammdivision der Ostsee nach Stralsund. Vom 2. Oktober 1934 war er mit einer Lehrgangsunterbrechung bis 27. September 1935 zur praktischen Bordausbildung auf der Leipzig. Am 1. April 1935 zum Leutnant zur See befördert, war er anschließend als Wachoffizier auf der Gorch Fock. Hier blieb er, ab 1. Januar 1937 Oberleutnant zur See, bis Anfang Oktober 1937 und ging dann bis Anfang Januar 1938 als Wach- und Divisionsoffizier auf die Nürnberg. Bis Ende Januar 1938 besuchte er einen Horchlehrgang an der U-Bootschule. Anschließend kam er zurück auf die Nürnberg. Ende Oktober 1938 wurde er in den Schiffsstamm der neu in Dienst zu stellenden Scharnhorst kommandiert. Nach erfolgter Indienststellung Anfang Januar 1938 war er bis Anfang April 1940 Wachoffizier auf dem Schlachtschiff. Am 1. Februar 1939 wurde er Kapitänleutnant.
Anschließend wurde er zur Verfügung des Befehlshabers der U-Boote gesetzt. Am 5. April 1941 übernahm er das neu in Dienst gestellte Boot U 431 und blieb in dieser Kommandierung bis Ende Dezember 1942. Am 10. November 1942 konnte von U 431 der Anfang April 1942 erst in Dienst gestellte britische Zerstörer Martin versenkte werden. Beim Untergang starben 161 Besatzungsmitglieder, wobei 63 gerettet werden konnten. Auch der holländische Zerstörer Isaac Sweers wurde durch U 431 versenkt. Beim Untergang am 13. November 1942 kamen 108 Mann ums Leben und 866 Besatzungsmitglieder konnten gerettet werden. Mit U 431 versenkte er in zehn Unternehmungen insgesamt 6 Schiffe mit über 11.000 BRT. Nachdem er am 10. Februar 1942 sowohl das Eiserne Kreuz I. Klasse als auch das U-Boot-Kriegsabzeichen verliehen bekommen hatte, erhielt er am 27. Juli 1942 die Italienische Tapferkeitsmedaille in Bronze. Am 2. Dezember 1942 wurde er als 135. Person und 71. Person der U-Boot-Waffe mit dem Ritterkreuz des Eisernen Kreuzes ausgezeichnet. Mit Wirkung zum 1. Februar 1943 wurde er am 18. Januar 1943 Korvettenkapitän.
Vom 22. Februar 1943 bis 25. November 1943 war er für eine Unternehmung Kommandant von U 178, welches das erste U-Boot der sogenannten Gruppe Monsun war. Im März 1943 lief es aus Bordeaux Richtung Penang aus, welches am 27. August 1943 erreicht wurde. Mit U 178 im Indischen Ozean operierend, erhielt er am 1. August 1943 den Auftrag das italienische Boot Luigi Torelli mit Treibstoff zu versorgen. Acht Tage später trafen die beiden Boote aufeinander. Am 26. August 1943 legte U 178 gemeinsam mit Luigi Torelli in Sabang an und U 178 fuhr dann weiter nach Penang. Am 29. Mai 1943 wurde er mit der Italienischen Tapferkeitsmedaille in Silber ausgezeichnet. Mit U 178 konnte Dommes in nur einer Unternehmung 6 Schiffe mit über 30.000 BRT versenken. Am 18. September 1943 vermerkt das Kriegstagebuch der Seekriegsleitung:

„Mar. Att. Tokio hat vorgeschlagen unter Voraussetzung, daß Gummilage nach wir vor dringlich ist, zwecks beschleunigter Inmarschsetzung und Besetzung der Aquila-Boote auch U 178 als Transport-Uboot einzusetzen. Damit ist Neubildung von 3 Besatzungen möglich unter Auffüllung mit Italienern. Mit Durchführung der Ausbildung wäre Kptln. Dommes unterstützt durch Kptlt. Sivestro zu beauftragen. Als Kommandant für U 178 wird Kptlt. Sparr, als Kommandant für die 3 K-Boote Kptl. Schneewind, Petram und Striegler vorgeschlagen. Kptlt. Dommes würde nach Durchführung der Ausbildung als Stützpunktleiter Penang kommandiert werden.“

Im Januar/Februar 1944 war er zur Etappe nach Japan kommandiert und war anschließend Leiter des Stützpunktes Penang. Anschließend war er ab Dezember 1944 bis Anfang Januar 1945 Chef des Südraums, welcher neu eingerichtet worden war und die Aufgaben einen Flottillenchefs mit der Verantwortung über alle Einheiten der Kriegsmarine in der Region besaß. Ebenso wurden auch der Stützpunkt und die Reparaturwerft Surajaba, dem Sitz der 2. japanischen Flotte in der Südsee, dem Chef des Südraums übertragen. Der Chef im Südraum war in allen die Operationsfähigkeit der U-Boote betreffenden Fragen dem B.d.U. truppendienstlich und für die Aufgaben des Marinesonderdienstes dem Marineattaché in Tokio, Paul Wenneker, unterstellt. Ab 3. Januar 1945 war er mit Wirkung vom 1. Januar 1945 Stützpunktleiter Shonan und Chef der Marinebasen (U-Boote) in Südostasien und wurde am 29. Januar 1945 zum Fregattenkapitän befördert. Anschließend kam er in britische Kriegsgefangenschaft, erst in Singapur, dann in Großbritannien. Hier war er erst im POW Camp 23 Sudbury und dann im POW Camp 200 II Llanover Park. Am 1. Oktober 1947 wurde er aus der Kriegsgefangenschaft entlassen.
Kurz vor Kriegsende, aber bereits in Kriegsgefangenschaft, erhielt er am 20. April 1945 noch das Kriegsverdienstkreuz I. Klasse mit Schwertern.

## Werke (Auswahl)
- Verzeichnis gebräuchlicher seemännischer und marinetechnischer Wörter, die Schwierigkeiten in der Rechtschreibung bieten. Schmidt Klaunig, Kiel 1935.
- Verzeichnis seemännischer Wörter. J.J. Augustin, 1937.